# Eugenie Bouchard
Eugenie Bouchard (Montréal, 1994. február 25. –) kanadai hivatásos teniszezőnő, háromszoros junior Grand Slam-tornagyőztes, olimpikon.

## Pályafutása
2009 óta versenyez a profik között. Egyéniben egy WTA- és hat ITF-tornán győzött, párosban egy WTA- és egy ITF-versenyen végzett az első helyen. 2011-ben párosban, 2012-ben mind egyéniben, mind párosban megnyerte a juniorok wimbledoni tornáját. A nagy áttörés éve nála 2014 volt, amikor megnyerte első WTA-tornáját, az Australian Openen és a Roland Garroson az elődöntőbe, Wimbledonban a döntőbe jutott. Az egyéni világranglistán a legjobb helyezése az ötödik volt, amelyet 2014 októberében ért el.
2013-ban elnyerte a "WTA Év Újonca" díjat, 2014-ben a "WTA Legtöbbet Fejlődő Játékosa" díjat. Az első kanadai teniszező, aki a világranglistán az első ötbe jutott.
2011 óta tagja Kanada Fed-kupa-válogatottjának. Kanada képviseletében részt vett a 2016-os riói olimpia női egyes és páros versenyein. Egyéniben a későbbi ezüstérmes Angelique Kerbertől, párosban Gabriela Dabrowski partnereként a későbbi bronzérmes cseh Šafářová–Strýcová párostól kaptak ki a második körben.

## Junior Grand Slam döntői

### Egyéni: 1 (1 győzelem)
| Eredmény | Év   | Torna     | Borítás | Ellenfél         | Eredmény |
| -------- | ---- | --------- | ------- | ---------------- | -------- |
| Győztes  | 2012 | Wimbledon | Fű      | Elina Szvitolina | 6–2, 6–2 |

### Páros: 2 (2 győzelem)
| Eredmény | Év   | Torna     | Borítás | Partner         | Ellenfelek                 | Eredmény      |
| -------- | ---- | --------- | ------- | --------------- | -------------------------- | ------------- |
| Győztes  | 2011 | Wimbledon | Fű      | Grace Min       | Demi Schuurs Tang Hao-csen | 5–7, 6–2, 7–5 |
| Győztes  | 2012 | Wimbledon | Fű      | Taylor Townsend | Belinda Bencic Ana Konjuh  | 6–4, 6–3      |

## Döntői Grand Slam-tornákon

### Elvesztett döntők (1)
| Év   | Helyszín  | Borítás | Ellenfél a döntőben | Eredmény a döntőben |
| 2014 | Wimbledon | Fű      | Petra Kvitová       | 3–6, 0–6            |

## WTA-döntői

### Egyéni
| Összesítés           |                        |
| Grand Slam-torna (0) |                        |
| Tier I (0)           | Premier Mandatory* (0) |
| Tier II (0)          | Premier Five* (0)      |
| Tier III (0)         | Premier* (0)           |
| Tier IV (0)          | International* (1)     |
| Tier V (0)           | International* (1)     |
| WTA Finals (0)       |                        |

* 2009-től megváltozott a tornák rendszere.
 Az egymás mellett azonos színnel jelölt tornatípusok között nincs teljes mértékű megfelelés.

#### Győzelmei (1)
| No. | Dátum           | Torna                                 | Borítás | Ellenfél a döntőben | Eredmény a döntőben |
| 1.  | 2014. május 24. | Nürnberger Versicherungscup, Nürnberg | Salak   | Karolína Plíšková   | 6–2, 4–6, 6–3       |

#### Elveszített döntői (7)
|    | Dátum                | Torna                                 | Borítás | Ellenfél a döntőben | Döntő eredménye  |
| 1. | 2013. október 13.    | HP Open, Oszaka                       | Kemény  | Samantha Stosur     | 6–3, 5–7, 2–6    |
| 2. | 2014. július 5.      | Wimbledon, London                     | Fű      | Petra Kvitová       | 3–6, 0–6         |
| 3. | 2014. szeptember 27. | Dongfeng Motor Wuhan Open, Vuhan      | Kemény  | Petra Kvitová       | 3–6, 4–6         |
| 4. | 2016. január 16.     | Moorilla Hobart International, Hobart | Kemény  | Alizé Cornet        | 1–6, 2–6         |
| 5. | 2016. március 6.     | Malaysian Open, Kuala Lumpur          | Kemény  | Elina Szvitolina    | 7–6(5), 4–6, 5–7 |
| 6. | 2020. szeptember 13. | Istanbul Cup, Isztambul               | Salak   | Patricia Maria Țig  | 6–2, 1–6, 6–7(4) |
| 7. | 2021. március 13.    | Abierto Zapopan, Guadalajara          | Kemény  | Sara Sorribes Tormo | 2–6, 5–7         |

### Páros
| Összesítés           |                        |
| Grand Slam-torna (0) |                        |
| Tier I (0)           | Premier Mandatory* (0) |
| Tier II (0)          | Premier Five* (0)      |
| Tier III (0)         | Premier* (0)           |
| Tier IV (0)          | International* (1)     |
| Tier V (0)           | International* (1)     |
| WTA Finals (0)       |                        |

* 2009-től megváltozott a tornák rendszere.
 Az egymás mellett azonos színnel jelölt tornatípusok között nincs teljes mértékű megfelelés.

#### Győzelmei (1)
| No. | Dátum           | Torna                 | Borítás | Partner     | Ellenfelek a döntőben               | Eredmény a döntőben |
| 1.  | 2019. január 6. | ASB Classic, Auckland | Kemény  | Sofia Kenin | Paige Mary Hourigan Taylor Townsend | 1-6, 6-1, [10-7]    |

#### Elveszített döntői (4)
| No. | Dátum              | Helyszín                                   | Borítás    | Partner          | Ellenfelek a döntőben            | Eredmény a döntőben |
| 1.  | 2013. augusztus 3. | Washington Open, Amerikai Egyesült Államok | Kemény     | Taylor Townsend  | Aojama Suko Vera Dusevina        | 3–6, 3–6            |
| 2.  | 2017. augusztus 5. | Washington Open, Amerikai Egyesült Államok | Kemény     | Sloane Stephens  | Aojama Suko Renata Voráčová      | 3–6, 2–6            |
| 3.  | 2017. október 22.  | BGL Luxembourg Open, Luxemburg             | Kemény (f) | Kirsten Flipkens | Lesley Kerkhove Lidzija Marozava | 7–6(4), 4–6, [6–10] |
| 4.  | 2021. március 7.   | Lyon Open, Lyon, Franciaország             | Kemény     | Olga Danilović   | Viktória Kužmová Arantxa Rus     | 6–3, 5–7, [7–10]    |

## ITF-döntői

### Egyéni
| Díjazás                   |
| ------------------------- |
| WTA Challenger 125s (0–0) |
| ITF $100,000 (0–0)        |
| ITF $75,000 (0–0)         |
| ITF $50,000 (1–1)         |
| ITF $25,000 (2–0)         |
| ITF $15,000 (0–0)         |
| ITF $10,000 (3–0)         |

#### Győzelem (6)
| No. | Dátum             | Helyszín | Borítás    | Ellenfél a döntőben | Eredmény a döntőben |
| 1.  | 2011. február 5.  | Burnie   | Kemény     | Cseng Szaj-szaj     | 6–4, 6–3            |
| 2.  | 2011. április 10. | Šibenik  | Salak      | Jessica Ginier      | 6–2, 6–0            |
| 3.  | 2012. május 12.   | Båstad   | Salak      | Katharina Lehnert   | 7–6(4), 6–0         |
| 4.  | 2012. május 19.   | Båstad   | Salak      | Milana Špremo       | 6–3, 6–0            |
| 5.  | 2012. július 22.  | Granby   | Kemény (f) | Stéphanie Dubois    | 6–2, 5–2 feladta    |
| 6.  | 2012. november 4. | Toronto  | Kemény (f) | Sharon Fichman      | 6–1, 6–2            |

#### Elveszített döntői (1)
| No. | Dátum             | Helyszín         | Borítás    | Ellenfél a döntőben | Eredmény a döntőben |
| 1.  | 2012. október 28. | Saguenay, Kanada | Kemény (f) | Madison Keys        | 4–6, 2–6            |

### Páros

#### Győzelmei (1)
| No. | Dátum             | Helyszín | Borítás | Partner        | Ellenfelek a döntőben              | Eredmény a döntőben |
| 1.  | 2012. április 22. | Dothan   | Salak   | Jessica Pegula | Sharon Fichman Marie-Ève Pelletier | 6–4, 4–6, [10–5]    |

#### Elveszített döntői (3)
| No. | Dátum              | Helyszín                           | Borítás    | Partner            | Ellenfelek a döntőben               | Eredmény a döntőben |
| 1.  | 2011. július 9.    | Waterloo, Kanada                   | Salak      | Megan Moulton-Levy | Alexandra Mueller Asia Muhammad     | 3–6, 6–3, [7–10]    |
| 2.  | 2012. november 2.  | Toronto, Kanada                    | Kemény (f) | Jessica Pegula     | Gabriela Dabrowski Alla Kudrjavceva | 2–6, 6–7(2)         |
| 3.  | 2012. november 11. | Phoenix, Amerikai Egyesült Államok | Kemény     | Ulrikke Eikeri     | Jacqueline Cako Natalie Pluskota    | 3–6, 6–2, [4–10]    |

## Eredményei Grand Slam-tornákon

### Egyéniben
| Grand Slam | Australian Open | Australian Open | Roland Garros  | Roland Garros        | Wimbledon      | Wimbledon          | US Open        | US Open              |
| Év         | Eredmény        | Utolsó ellenfél | Eredmény       | Utolsó ellenfél      | Eredmény       | Utolsó ellenfél    | Eredmény       | Utolsó ellenfél      |
| 2013       | Selejtező (Q2)  | Selejtező (Q2)  | 2. kör         | M. Sarapova          | 3. kör         | C. S. Navarro      | 2. kör         | A. Kerber            |
| 2014       | Elődöntő        | Li Na           | Elődöntő       | M. Sarapova          | Döntő          | Petra Kvitova      | 4. kör         | J. Makarova          |
| 2015       | Negyeddöntő     | M. Sarapova     | 1. kör         | K. Mladenovic        | 1. kör         | Tuan Jing-jing     | 4. kör         | R. Vinci             |
| 2016       | 2. kör          | A. Radwańska    | 2. kör         | Bacsinszky Tímea     | 3. kör         | Dominika Cibulková | 1. kör         | Kateřina Siniaková   |
| 2017       | 3. kör          | Coco Vandeweghe | 2. kör         | Anastasija Sevastova | 1. kör         | C Suárez Navarro   | 1. kör         | Jevgenyija Rogyina   |
| 2018       | 2. kör          | Simona Halep    | Selejtező (Q1) | Selejtező (Q1)       | 2. kör         | Ashleigh Barty     | 2. kör         | Markéta Vondroušová  |
| 2019       | 2. kör          | Serena Williams | 1. kör         | Leszja Curenko       | 1. kör         | Tamara Zidanšek    | 1. kör         | Anastasija Sevastova |
| 2020       | Selejtező (Q3)  | Selejtező (Q3)  | 3. kör         | Iga Świątek          | elmaradt       | elmaradt           | –              | –                    |
| 2021       | Selejtező (Q2)  | Selejtező (Q2)  | –              | –                    | –              | –                  | –              | –                    |
| 2022       | –               | –               | –              | –                    | –              | –                  | Selejtező (Q2) | Selejtező (Q2)       |
| 2023       | Selejtező (Q1)  | Selejtező (Q1)  | –              | –                    | Selejtező (Q1) | Selejtező (Q1)     | Selejtező (Q2) | Selejtező (Q2)       |

## Statisztikák
|                         | 2008 | 2009 | 2010 | 2011  | 2012  | 2013  | 2014  | 2015  | 2016  | 2017  | 2018  | 2019 | 2020 | 2021 | 2022 | Karrier* |
| ----------------------- | ---- | ---- | ---- | ----- | ----- | ----- | ----- | ----- | ----- | ----- | ----- | ---- | ---- | ---- | ---- | -------- |
| Kemény pálya            | 0–4  | 1–2  | 7–6  | 19–12 | 27–9  | 17–13 | 24–16 | 10–10 | 21–15 | 7–14  | 14–12 | 4–7  | 2–1  | 4–3  | 3–5  | 160–129  |
| Füves pálya             | 0–0  | 0–0  | 0–0  | 0–0   | 0–1   | 4–4   | 6–2   | 1–4   | 5–4   | 0–3   | 6–2   | 0–1  | 0–0  | 0–0  | 0–0  | 22–21    |
| Szőnyegborítás          | 0–0  | 0–0  | 0–0  | 0–1   | 1–1   | 3–1   | 0–0   | 0–0   | 1–1   | 0–0   | 0–0   | 0–0  | 0–0  | 0–0  | 0–0  | 5–4      |
| Salakos pálya           | 0–1  | 2–1  | 4–2  | 6–2   | 18–5  | 15–6  | 15–5  | 1–4   | 4–4   | 6–4   | 3–4   | 0–2  | 2–1  | 0–0  | 0–0  | 76–41    |
| Nyert-vesztett meccsek  | 0–5  | 3–3  | 11–8 | 25–15 | 46–16 | 39–24 | 45–23 | 12–18 | 31–24 | 13–21 | 23–18 | 6–17 | 4–2  | 4–3  | 3–5  | 265–202  |
| Tornagyőzelem           | 0    | 1    | 0    | 2     | 4     | 0     | 1     | 0     | 0     | 0     | 0     | 0    | 0    | 0    | 0    | 8        |
| Világranglista-helyezés | 1104 | 1068 | 538  | 302   | 144   | 32    | 7     | 48    | 47    | 81    | 89    | 224  | 141  | 246  | 323  |          |

Világranglista-helyezések: év végén

* 2023. december 31-én

### Pénzdíjak
| Év       | GS-győzelem | WTA-győzelem | Megnyert tornák | Pénzdíjazás (US $) |      |
| -------- | ----------- | ------------ | --------------- | ------------------ | ---- |
| 2010     | 0           | 0            | 0               | 4125               | n.a  |
| 2011     | 0           | 0            | 0               | 12 858             | n.a  |
| 2012     | 0           | 0            | 0               | 64 695             | n.a  |
| 2013     | 0           | 0            | 0               | 415 742            | 61   |
| 2014     | 0           | 1            | 1               | 3 220 929          | 7    |
| 2015     | 0           | 0            | 0               | 883 113            | 36   |
| 2016     | 0           | 0            | 0               | 545 033            | 64   |
| 2017     | 0           | 0            | 0               | 562 340            | 61   |
| 2018     | 0           | 0            | 0               | 371 554            | 99.  |
| 2019     | 0           | 0            | 0               | 331 749            | 123. |
| 2020     | 0           | 0            | 0               | 212 305            | 118. |
| 2021     | 0           | 0            | 0               | 49 891             | 320. |
| 2022     | 0           | 0            | 0               | 75 011             | 300. |
| Karrier* | 0           | 1            | 1               | 6 760 029          | 94.  |

*2023. január 13-án.

## Díjai, elismerései
- 2013 – WTA Az év felfedezettje[1]
- 2013 – Az év női teniszjátékosa (Kanada)[2]
- 2013 – Bobbie Rosenfeld Award[3]
- 2014 – WTA A legtöbbet fejlődő játékos[4]
- 2014 – Az év női teniszjátékosa (Kanada)[5]
- 2014 – Bobbie Rosenfeld Award[6]
- 2015 – Az év női teniszezője Kanadában[7]
- 2018 – Az év teniszezőnője Kanadában[8]